# Jänkkäjärvi (Jukkasjärvi socken, Lappland, 750726-175184)
Jänkkäjärvi är en sjö i Kiruna kommun i Lappland och ingår i Torneälvens huvudavrinningsområde. Sjön har en area på 0,25 kvadratkilometer och ligger 341,1 meter över havet.

## Delavrinningsområde
Jänkkäjärvi ingår i det delavrinningsområde (751517-175073) som SMHI kallar för Mynnar i Puolisjoki. Medelhöjden är 350 meter över havet och ytan är 46,25 kvadratkilometer. Det finns inga avrinningsområden uppströms utan avrinningsområdet är högsta punkten. Pennikajoki som avvattnar avrinningsområdet har biflödesordning 3, vilket innebär att vattnet flödar genom totalt 3 vattendrag innan det når havet efter 321 kilometer. Avrinningsområdet består mestadels av skog (72 procent) och sankmarker (22 procent). Avrinningsområdet har 0,81 kvadratkilometer vattenytor vilket ger det en sjöprocent på 1,7 procent.